# Classe Vasco da Gama
Le fregate lanciamissili MEKO 200 PN Classe Vasco Da Gama sono delle navi della Marina Portoghese di progettazione tedesca appartenente alla famiglia delle MEKO.

## Origini
Il Portogallo, nazione atlantica per eccellenza, ha avuto una progressiva marginalizzazione nell'ambito del panorama politico europeo, con la perdita delle colonie e la dittatura salazarista. Questa nazione, un tempo potente, ha avuto già l'esperienza di avere navi di concezione tedesca nella propria flotta allorché comprò sei corvette Classe João Coutinho nel 1967, tre costruite ad Amburgo e tre nei cantieri spagnoli di Bazán.
Prima ancora, la nave scuola Albert Leo Schlangeter, veliero pari classe dell'Amerigo Vespucci, venne costruita, nei cantieri tedeschi di Amburgo nel 1938; la nave, incredibilmente sopravvissuta agli eventi bellici, è stata poi ceduta alla marina brasiliana ribattezzata Guanabara e infine nel 1972 cambiò nome e bandiera e ribattezzata Sagres.
Nel 1976 la marina portoghese iniziò a studiare quale nave avrebbe potuto potenziarne le capacità, specie nel settore antisommergibile. Per ottenere i fondi necessari si cercò tra l'altro (ma senza successo) di vendere le corvette Baptista De Andrade, classe costruita di recente in Spagna, ma i tentativi di vendita vennero terminati nel 1978 senza esito.

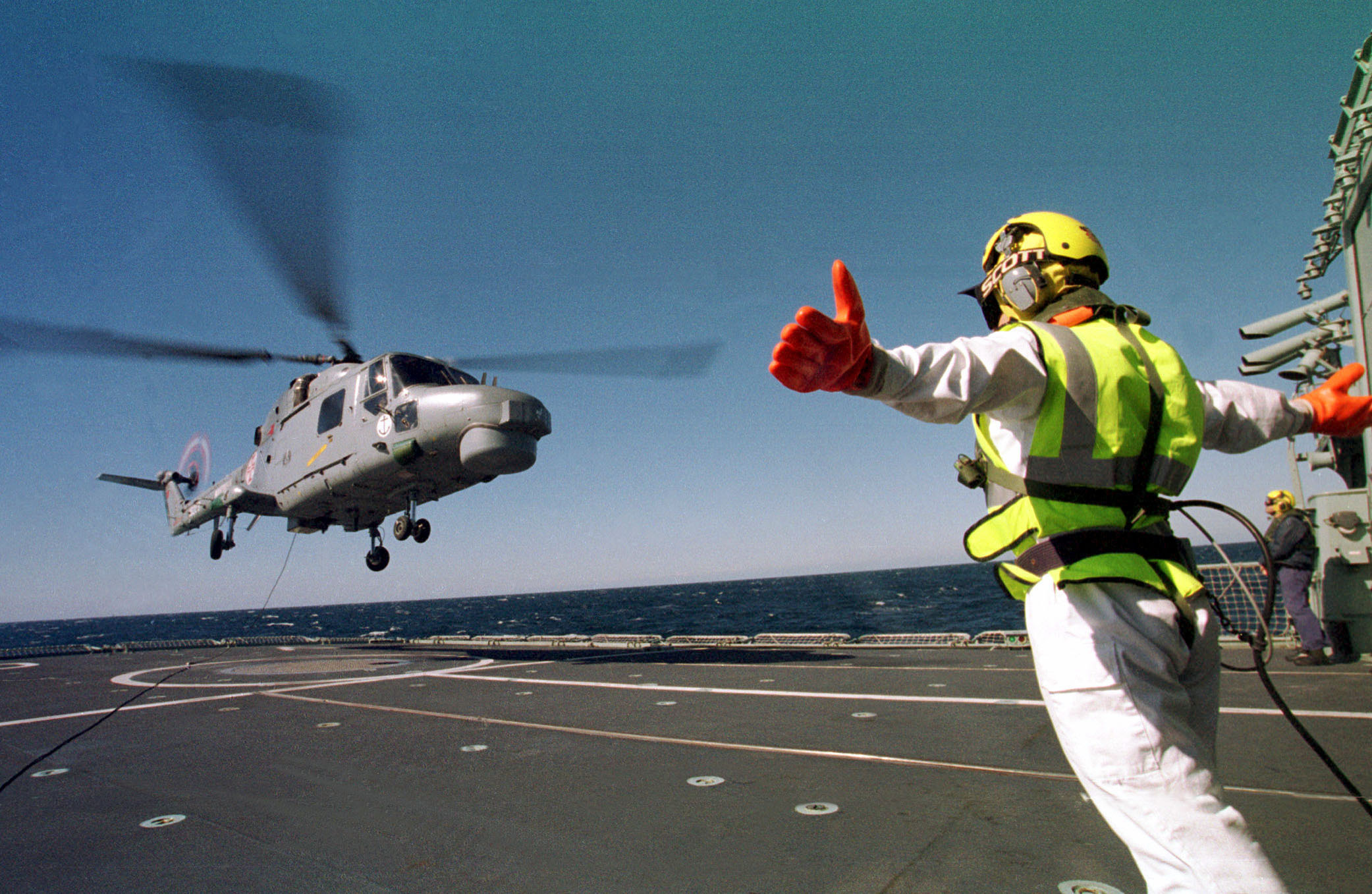
Un Lynx Mk 95 atterra sul ponte della Vasco da Gama

Le navi selezionate per la competizione 'finale' erano le Fregate belghe E-71, le italiane Lupo e le olandesi Kortenaer. Tutte avevano pro e contro. LE E-71 erano le più leggere ed economiche, ma anche le più limitate non avendo elicotteri. Le Lupo erano veloci e ben armate, ma con un solo elicottero e vocazione più di attacco antinave che antisommergibile le Kortenaer olandesi erano ottime ma anche costose, ancorché in un progetto modificato.
Alla fine venne scelto quest'ultimo, ma i costi erano troppo alti per il governo portoghese, nonostante gli aiuti NATO, e nel 1983 venne deciso di non procedere oltre. Si riaprì la speranza l'anno dopo, quando, superate vicissitudini economiche e politiche, vennero presi contatti con i tedeschi per un nuovo progetto di nave, il progetto MEKO 200 in versione specifica per i portoghesi. Lasciata definitivamente la trattativa con i cantieri olandesi nel 1985, subito dopo venne avviata quella con i tedeschi, sia con i cantieri che con il governo, interessato a far superare alla propria industria un momento di crisi economica. A quel punto, tutto si svolse in maniera rapida e proficua per ambo le parti.
Il contratto per le fregate MEKO 200, firmato il 25 luglio 1986, con il governo portoghese, non ha quindi costituito un'assoluta novità è fu il secondo per le MEKO 200. Il costo del contratto per 3 navi era di 2 miliardi di marchi tedeschi, pari a circa 600 miliardi di lire per nave. Un terzo di questo valore venne fornito dagli USA, 500 milioni di marchi vennero pagati dalla Germania, 300 milioni vennero forniti da altri Paesi europei.
Inoltre, le navi portoghesi ebbero una serie di equipaggiamenti forniti da numerosi Paesi (non è chiaro se essi fossero compresi nel pacchetto di finanziamenti o fossero forniture slegate da questi), molti dei quali assai originali per la tipologia di queste fregate. Tra questi il cannone Creusot-Loire Compact Model 1968, da 100 mm, dotato di una granata relativamente leggera ma con alta cadenza di tiro rispetto ai cannoni da 127 mm.
I CIWS sono stati forniti dagli USA, ma sebbene vi sia la possibilità di ospitare 2 Phalanx, uno a prua e uno a poppa, per ragioni economiche solo uno, a poppa, è stato installato. Per il resto le navi hanno un armamento 'standard' con siluri, elicottero (Lynx) inglese, missili Harpoon e Sea Sparrow USA.
I motori sono 2 diesel MTU tedeschi e 2 turbine a gas LM 2500 americane. La massima velocità è di circa 32 nodi, nonostante il rapporto di lunghezza larghezza sia, come sempre, assai ridotto.
L'elettronica è olandese eccetto i sonar, canadesi.
La realizzazione ebbe luogo nei cantieri tedeschi in quegli anni. Il destino volle che l'entrata in linea della capoclasse ebbe luogo proprio quando la guerra fredda era definitivamente tramontata. Ma in termini costruttivi, il concetto MEKO diede chiaramente, se ce ne fosse stato ancora bisogno, dimostrazione della sua intrinseca validità.
LA nave capoclasse venne tenuta sullo scalo per appena 5 mesi, dopodiché venne rimorchiata in panchina e i moduli funzionali vennero installati. Per dare un'idea di quello che ciò in concreto significa, nelle prime 38 navi MEKO sono stati sistemati oltre mille moduli. Già il 4 settembre 1990 la DA GAMA salpava per i primi test, lasciando per la prima volta i cantieri B&V di Amburgo.
Rientrata 8 giorni dopo, passarono altre 6 settimane in cui su di essa vennero messi a punto i vari sistemi elettronici, d'arma, impiantistica generale. Già il 18 ottobre salpava per la seconda volta, andando a eseguire altri test alla base della marina tedesca di Wilhemshaven, relativi soprattutto all'integrazione dell'elettronica e dei sistemi d'arma. Il 18 gennaio, appena 23 mesi dopo l'impostazione, la DA GAMA era già ufficialmente in servizio nella marina portoghese, e ben presto seguirono le altre navi della classe, nel maggio e novembre del 1991. Così, tra il periodo appena precedente alla caduta del Muro di Berlino e poco dopo la Guerra del 1991 queste navi passarono dall'impostazione al servizio.

## Tecnica
In termini tecnici, lo scafo delle DA GAMA consente di essere descritto anche in funzione di quello della prima versione delle MEKO 200, la classe Yavuz. Rispetto a questa le MEKO 200 PN sono più lunghe di 7 metri e larghe di 60 cm, migliorando leggermente il rapporto lunghezza-larghezza. Esse sono pure più pesanti di 300-400 tonnellate a pieno carico. 

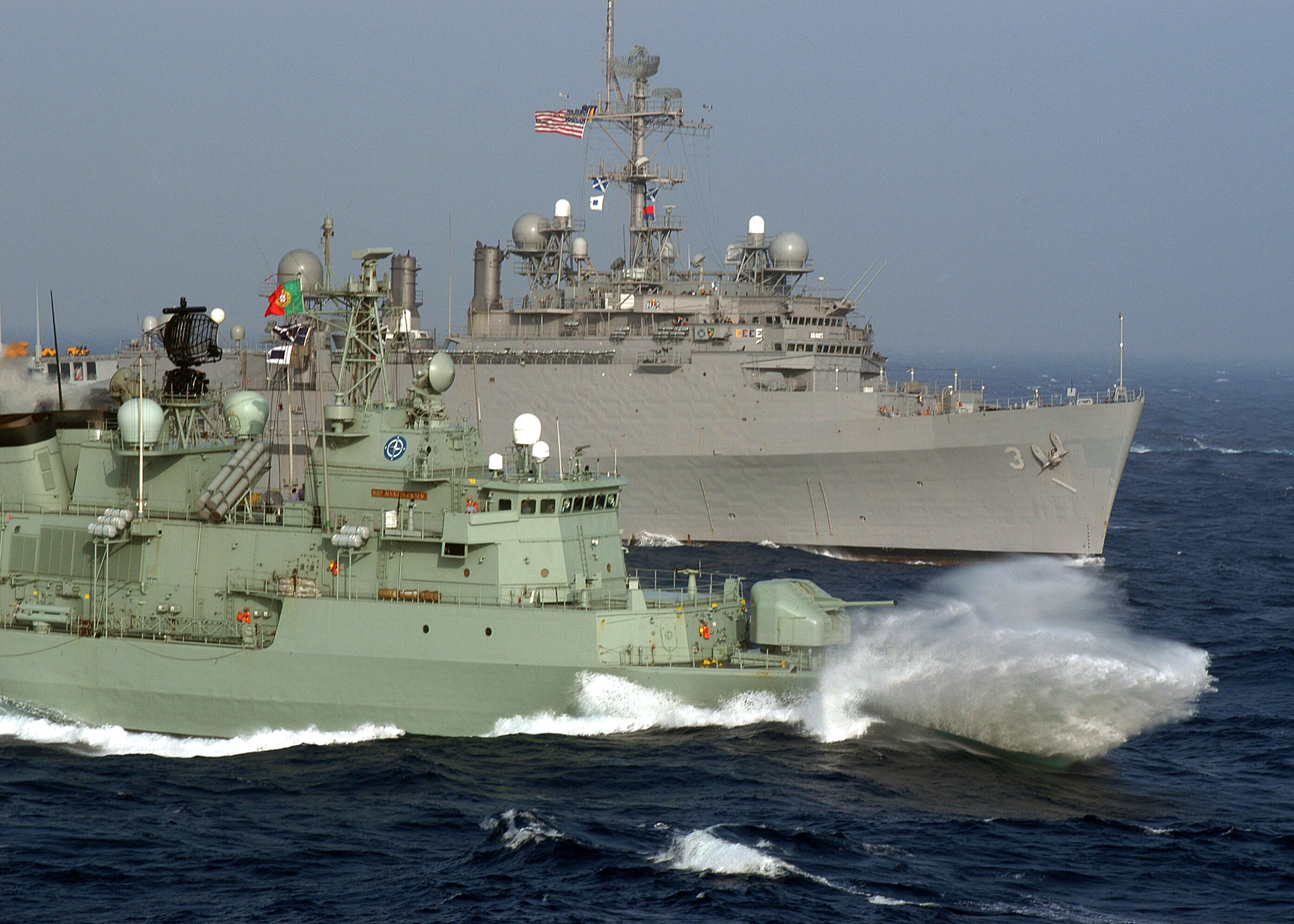
La fregata Alvares Cabral

Una delle caratteristiche delle MEKO 200 PN è quella di avere un hangar doppio, in quanto esso ha adesso 2 singole strutture di accoglienza per elicotteri. Questo miglioramento, nonostante spesso sia ignorato (molte pubblicazioni riferiscono di un solo elicottero, ma l'evidenza fotografica dimostra che l'hangar è chiaramente doppio) permette un'operatività molto migliore per le macchine imbarcate, con elevate probabilità che almeno una sia sempre pronta al decollo o in volo quando richiesto (cosa impossibile con un'unica macchina, a meno di non operare in gruppi navali con diverse fregate).
Sul secondo e terzo ponte di coperta vi sono gli alloggi per i marinai del non numeroso equipaggio, sia nella zona di poppa che di prua. Vi sono alloggi a 9 o 18 letti per i comuni, 4 letti per sottufficiali, 1 o 2 per gli ufficiali (a prua), mentre il comandante, per ragioni di rapidità di accesso, è sistemato in un alloggio singolo vicino alla centrale di combattimento, a mezzanave sul ponte di coperta n.1. Tra i servizi interni vi sono ampi locali per lavanderia, infermeria, bar.
I motori sono in configurazione CODOG, per cui i motori diesel MTU, da 4600 hp l'uno a 1160 giri/min. sono pensati per le missioni di crociera a basso consumo, come anche quelle di caccia e ricerca antisommergibile.
Le turbine LM-2500 da 30000 hp a 3 600 giri sono usate per gli spunti di velocità, praticamente oltre i 20 nodi. Tutte le apparecchiature sono sistemate in supporti elastici, nel caso dei diesel doppiamente elastici, onde ridurre il rumore e i danni in caso di urti o collisioni. 2 elettrogeneratori con 2 diesel l'uno sono presenti a prua e a poppa con una riserva di potenza del 100%, e anch'essi sono sistemati in stanze insonorizzate.
La struttura dei locali macchine verte complessivamente su 4 sale: motori diesel e gruppi riduttori (RENK), sala turbine, sala elettrogeneratori prua, sala generatori poppa. Il tutto è controllabile a distanza con tecnologia MCR, come nei traghetti civili. Le 8 consolles a colori della sala controllo remoto macchine sono parte del sistema conosciuto come NAUTOS.

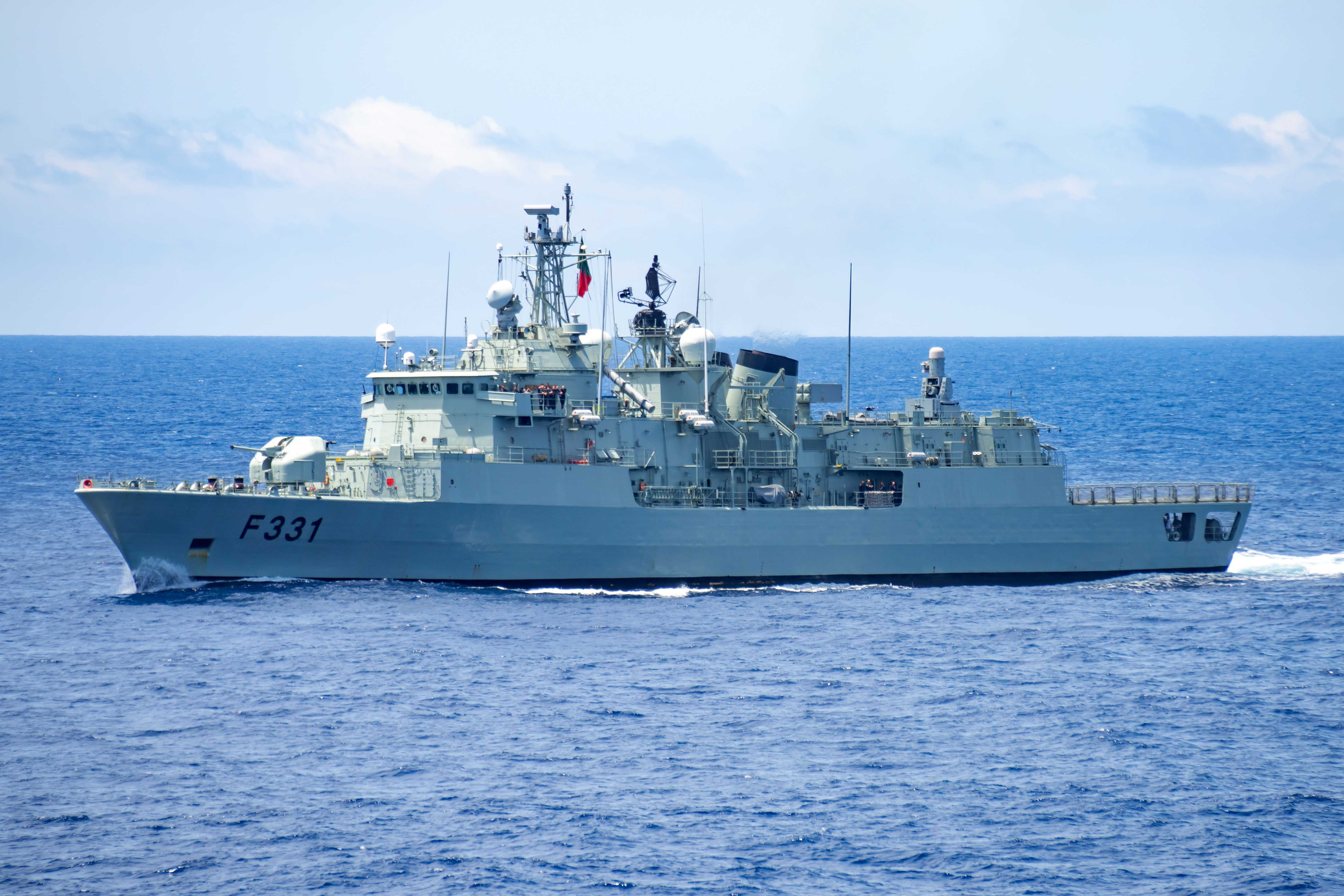
la fregata Alvares Cabral, 2021

I moduli funzionali che sono sistemati sulle navi DA GAMA sono inoltre un tipo migliorato rispetto a quelli precedenti. Essi sono mod. 3, e questo significa che sono in grado di adempiere a varie funzioni in maniera indipendente. Ognuno ha, per esempio, un proprio sistema di condizionamento dell'aria, mentre le paratie sono sistemate in maniera più efficace, non essendovi i condotti dell'aria tradizionali a fare da potenziali 'passaggi' per l'acqua, il fuoco e non meno mortale, il fumo.
tutti i moduli hanno protezione NBC e possono contribuire ad isolare al meglio ogni parte della nave colpita in pieno da danni e incendi, restando operativi grazie ai generatori presenti, con doppie reti di alimentazione, sia a prua che a poppa. Essi sono ciascuno capace di fornire tutta l'energia elettrica necessaria, e i cavi di alimentazione sono presenti sotto la linea di galleggiamento, risalendo verticalmente per raggiungere i locali, cosa che riduce molto i danni eccetto che da esplosioni subacquee (ma se la chiglia venisse rotta, allora non vi sarebbe comunque scampo per la nave).
In termini di armamento il cannone Model 1968 da 100 mm, con la sua cadenza di 60 o se è del tipo modernizzato, 80 colpi al minuto da 13 kg, è una dotazione che regge bene il confronto con l'Mk 45 da 127 mm normalmente sistemato a bordo, con proiettili da 32 kg, ma solo 20 al minuto, troppo pochi per un efficace impiego contraereo.
I CIWS sono solo 1, a poppa, molto meno che le navi turche, ma la posizione anteriore per un'altra arma potrebbe ospitarne un secondo, addirittura si era pensato di installarci un Seaguard da 25 mm che avrebbe dato alle De Gama la caratteristica unica di avere 2 diversi tipi di CIWS.
In termini di elettronica, essa è prevalentemente olandese, e come sempre essa verte su radar di tiro, di scoperta aerea e navale, guerra elettronica ecc. ma vi è un settore in cui esistono apparati portoghesi, quello delle comunicazioni radio, chiamato ICCS e sviluppato dalla Centrel, società attiva dagli anni sessanta in tali settori e già artefice di installazioni sulla marina portoghese. Pare che esso si sia dimostrato perfettamente all'altezza della situazione anche con le nuove Meko 200 PN.
In termini di comando e controllo, il sistema è derivato dal SEWACO della Signaal olandese, ed è un apparato multifunzione che coordina tutte le risorse, con lo scopo di avere un quadro aggiornato della situazione, rispondendo con le armi più adatte ad ogni minaccia aerea e navale incontrata, con l'utilizzo ottimale delle risorse date dai vari sensori radar, IFF, sonar, ECM/ESM, comunicazioni (Link 11 e 14), sensori remoti dell'elicottero di bordo con datalink Signaal VESTA VC.

## Unità
| Nave           | Matricola | Cantiere           | Impostazione    | Varo           | Entrata in servizio | disarmo | Situazione attuale |
| -------------- | --------- | ------------------ | --------------- | -------------- | ------------------- | ------- | ------------------ |
| Vasco de Gama  | F 330     | B&V, Amburgo       | 2 febbraio 1989 | 26 giugno 1989 | 20 novembre 1990    |         | in servizio Belgio |
| Alvares Cabral | F 331     | Howaldtwerke, Kiel | 2 giugno 1989   | 2 maggio 1990  | 18 gennaio 1991     |         | in servizio Belgio |
| Corte Real     | F 332     | Howaldtwerke, Kiel | 20 ottobre 1989 | 2 maggio 1990  | 22 novembre 1991    |         | in servizio Belgio |